# 三环路 (成都市)
成都三环路是四川省成都市的环路，1998年10月1日动工，于2002年10月28日正式通车，共投资66亿元。三环路与一环路、二环路、 成都绕城高速等多条环线并行，同时串联众多放射状道路，形成城市快速交通网络。开通初期限速80公里/小时，之后进行过多次改造提速。目前三环路的四条主车道中，内侧三车道限速100公里/小时，外侧一车道限速80公里/小时；辅道限速60公里/小时。

## 公共交通
- 136路（东北半环）
- 137路（西南半环）